# Rezervație a biosferei
O rezervație a biosferei este o arie naturală protejată căreia i se atribuie un calificativ internațional și ale cărei caracteristici sunt definite de UNESCO, conform cu necesitățile privind scopul de protecție și conservare a unei zone de habitat natural și a diversității biologice specifice a acesteia, în cadrul programului „Omul și Biosfera” („Man and the Biosphere Programme”).

Harta cu rețeaua mondială a Biosferei în cadrul programului UNESCO „Omul și Biosfera”

.

## Evoluția conceptului

### Principii
Principiile care stau la baza conceptului de rezervație a biosferei sunt: 
- protecția și conservarea diversității biologice în zone în care așezările umane reprezintă o componentă integrantă.
- dezvoltarea durabilă și armonioasă a omului și a naturii, astfel încât conservarea biodiversității să susține fluxul de servicii ale ecosistemului și să sprijine crearea de oportunități economice.
- crearea unei rețele globale de regiuni model, în care opțiunile pentru adaptare la condițiile în schimbare ecologice, economice și sociale pot fi testate cu implicarea tuturor părților implicate, pentru a genera modele de adaptare la impactul acestor schimbări.

De la inițierea sa, Programul MAB (Omul și Biosfera) a urmărit abordări inovative care merg mai departe de conservarea naturii și sunt adecvate ca modele pentru un mod durabil de viață, rezervațiile biosferei fiind așadar situri de învățare pentru dezvoltarea durabilă și un laborator de creare a unor bune practici care pot fi ulterior larg răspândite.

### Scurt istoric
Consiliul Internațional de Coordonare al Programului UNESCO „Omul și Biosfera” (MAB) s-a reunit pentru prima dată în anul 1971, iar conceptul de Rezervație a biosferei a prins contur în 1974. Programul de creare pe plan mondial a unei rețele de rezervații ale biosferei a fost lansat la 2 ani după propunerea conceptului. În 1995 la Conferința de la Sevilla s-a definit pentru prima dată o strategie și s-a dezvoltat un cadru statutar care să susțină principii acceptate de către toate statele. În același an, Conferința generală a UNESCO a adoptat Strategia Sevilla și respectivul cadru. În 2008, la conferința de la Madrid, a fost creat un plan de acțiune pentru următorii ani (până în 2013). 
La nivelul anului 2012, rețeaua cuprinde 610 de rezervații ale biosferei - din care 12 transfrontaliere, în 117 țări.

## Recomandări generale privind rezervațiile biosferei
Nominalizarea rezervațiilor trebuie făcută de guvernele naționale, condițiile de acceptare impunând ca aceste arii protejate să îndeplinească un set minimal de criterii și să respecte un sumum de condiții.
Siturile recunoscute ca rezervații ale biosferei nu fac obiectul unor convenții internaționale, dar au în comun acele criterii definite într-un cadru statutar aprobat în mod oficial de către statele membre ale UNESCO la Conferința Generală din 1995. Ele rămân sub jurisdicția suverană a statelor în cadrul cărora sunt situate. Există și rezervații transfrontaliere ale biosferei, care fac obiectul cooperarării între statele în cauză - pentru protecția și gestionarea ecosistemelor comune - aflate la frontieră.

### Caracteristici
Funcțiile unei rezervații a biosferei sunt în număr de 3:
- conservarea și protecția diversității genetice[6] și patrimoniului biologic specific ecosistemului[1]
- dezvoltarea economică și socială durabilă[6] prin valorificarea resurselor naturale disponibile, potrivit cerințelor de consum ale populațiilor locale și în limitele potențialului biologic natural de regenerare a acestor resurse[1]
- suport logistic  pentru proiecte de educație ecologică, cercetare și monitorizare (pe plan local, național și pentru problemele globale legate de conservare și dezvoltare durabilă)[6]

Rețeaua de Rezervații ale biosferei, reprezintă sisteme ecologice terestre și/sau acvatice/ marine, costiere - pure sau în combinație - recunoscute în cadrul Programului UNESCO Omul și Biosfera. Conform legislației românești, Rezervațiile biosferei cuprind un complex de ecosisteme :
- lacuri și cursuri de apă, zone umede cu comunități biocenotice floristice și faunistice unice, cu peisaje armonioase naturale sau rezultate din amenajarea tradițională a teritoriului
- ecosisteme modificate sub influența omului și care pot fi readuse la starea naturală, comunități umane a căror existență este bazată pe valorificarea resurselor naturale, pe principiul dezvoltării durabile și armonioase.

Componentele unei astfel de zone protejate, sunt structurate după un regim diferențiat de protecție ecologică, de conservare și de valorificare a resurselor și tipul activităților umane permise:
- zona centrală - strict protejată, în România având regimul de protecție și conservare a rezervațiilor științifice[1]
- zona tampon - de obicei adiacentă primei, o înconjoară și o protejează. În România aici  sunt admise activități limitate de valorificare a resurselor disponibile, în conformitate cu autorizațiile date de administrația rezervației[1]
- zona de tranziție - unde se pot desfășura o serie de activități agricole sau alte activități economice și care include așezări umane[6]. În românia sunt zone de dezvoltare durabilă, valorificabile economic prin practici tradiționale sau noi, ecologic admise, în limitele capacității de regenerare a resurselor[1].
- legislația din România definește o zonă suplimentară, anume zona de reconstrucție ecologică, în care se realizează măsuri de refacere a mediului deteriorat[1]

### Cerințe
Se întind pe suprafețe mari, mărimea rezervațiilor biosferei fiind determinată de cerințele de protecție și conservare eficiente ale mediului natural și ale diversității biologice specifice.
Managementul rezervațiilor biosferei:
- se realizează conform unor regulamente și planuri de protecție și conservare proprii, în conformitate cu recomandările Programului Om - Biosferă de sub egida UNESCO.
- dacă în perimetrul rezervațiilor biosferei sunt cuprinse și situri naturale ale patrimoniului universal, managementul rezervației se realizează cu respectarea prevederilor Convenției privind protecția patrimoniului mondial cultural și natural, de sub egida UNESCO.
- rezervațiile biosferei cu așezări umane sunt astfel gestionate încât să constituie modele de dezvoltare a comunităților umane în armonie cu mediul natural.

## Rezervații ale biosferei în România

#### Cadrul legal
În România cadrul legal de declarare a unor asemenea arii protejate, este reglementat de OUG 57/2007 privind regimul ariilor naturale protejate, conservarea habitatelor naturale, a florei și faunei sălbatice - cu modificări și completări conform:
- OUG 154/2008 pentru modificarea și completarea Ordonanței de urgență a Guvernului nr. 57/2007 privind regimul ariilor naturale protejate, conservarea habitatelor naturale, a florei și faunei sălbatice și a Legii vânătorii și a protecției fondului cinegetic nr. 407/2006
- L. 329/2009 privind reorganizarea unor autorități și instituții publice, raționalizarea cheltuielilor publice, susținerea mediului de afaceri și respectarea acordurilor-cadru cu Comisia Europeană și Fondul Monetar Internațional
- L. 49/2011 pentru aprobarea Ordonanței de urgență a Guvernului nr. 57/2007 privind regimul ariilor naturale protejate, conservarea habitatelor naturale, a florei și faunei sălbatice

#### Arii declarate
În România au fost declarate pană la acest moment (2012.12) doar 3 arii naturale ca fiind rezervații ale biosferei :
- Delta Dunării

- A fost recunoscută prin includerea în Rețeaua internațională a Rezervațiilor Biosferei în 1990.
- A primit și recunoașterea de sit natural cu valoare de patrimoniu natural mondial și de zonă umedă de importanță internațională (sit Ramsar)
- Este singura dintre cele 3 care are statut de Rezervație Transfrontalieră a Biosferei

- Parcul Național Retezat:

- A fost recunoscut ca Rezervație a Biosferei în anul 1979 – la cea dea VI-a sesiune a Consiliului Internațional de Coordonare a Programului Om-Biosferă din cadrul UNESCO.
- Doar unele suprafețe din perimetrul acestuia, au acest regim.

- Parcul Național Munții Rodnei

- Doar unele suprafețe din perimetrul parcului - declarate ca atare în 1979, au regim de Rezervație a Biosferei.
- Cele 3547,6 ha cu acest regim se află în nordul masivului și, ocupă golul alpin precum și pădurile de conifere sau amestec din arealul Pietrosului Rodnei.

### Concepte
- Arie protejată
- Biodiversitate
- Dezvoltare durabilă
- Biosferă
- Ecosistem

### Rezervații ale biosferei în Polonia
- Parcul Național Babiogórski (33,92 km2), voievodatul Polonia Mică
- Parcul Național Bieszczadzki (291,01 km2), voievodatul Subcarpatia
- Parcul Național Kampinoski (385,44 km2),  voievodatul Mazovia
- Parcul Național Karkonoski (55,81 km2), voievodatul Silezia Inferioară
- Parcul Național Pădurea Tucholei (47,98 km2), voievodatul Pomerania
- Parcul Național Poleski (97,62 km2), voievodatul Lublin
- Parcul Național Słowiński (185,18 km2), voievodatul Pomerania
- Parcul Național Tatrzański (211,64 km2), voievodatul Polonia Mică